# Multiplexação por divisão de comprimento de onda
Multiplexação por divisão de comprimento de onda (do inglês Wavelength-division Multiplex, ou WDM) , é um protocolo geralmente utilizado em redes de fibra ótica. Permite que numa rede se utilizem sinais óticos com diferentes tipos de frequência (diretamente relacionada com o comprimento de onda) no mesmo canal, através da multiplexagem.
O WDM faz a alocação de canais que dividem em sub-canais utilizando o FDM (Frequency Division Multiplexing), TDM (Time Division Multiplexing) ou ambos.
Atribui dois canais para cada estação. Um canal menor é fornecido para transmitir sinais à estação, conhecido por canal de controle e um canal maior que é fornecido para a estação transmitir os quadros de dados.

## Classes de Tráfego
O protocolo WDM aceita três tipos de tráfego, sendo eles:
- Orientado à conexão com a taxa de dados constante (Ex.: Vídeo não compactado);
- Orientado à conexão com a taxa de dados variável (Ex.: Transferir Arquivos);
- Tráfego de datagramas (Ex.: Pacotes UDP).

## Funcionamento
Nos protocolos orientados à conexão, quando a estação A quer se comunicar com a estação B, ela insere um quadro de SOLICITAÇÃO DE CONEXÃO (CONNECTION REQUEST) em um slot livre do canal de controle da estação B. Caso B aceite a conexão, a transmissão será estabelecida no canal de dados da estação A.
Cada estação possui dois transmissores e dois receptores, sendo eles:
- Um receptor de frequência fixa para ouvir seu próprio canal de controle;
- Um transmissor que se ajusta à transmissão nos canais de controle de outras estações;
- Um transmissor de frequência fixa para transmissão de quadros de dados;
- Um receptor que se ajusta selecionando um transmissor de dados para escuta.

Para entender melhor, cada estação verifica se há solicitações de conexão em seu próprio canal de controle, mas precisa se ajustar à frequência do transmissor para receber os quadros de dados.
Para realizar esse ajuste, é utilizado um interferômetro de Fabry-Perot ou Mach-Zehnder. Esses interferômetros filtram as ondas indesejadas, deixando apenas as ondas desejadas para a transmissão dos quadros de dados.
Já no tráfego de datagramas, ele não insere a SOLICITAÇÃO DE CONEXÃO no canal de controle. Ele insere uma mensagem que avisa que existe quadros de dados para a referida estação (Ex.: DATA FOR YOU IN SLOT 3). Ou seja, ele avisa que há quadros de dados para a estação em um referido slot.